# Yvonne de Pfeffel
Yvonne de Pfeffel (Parigi, 30 luglio 1883 – Truro, 1958) è stata una tennista francese.

## Biografia
In coppia con Max Décugis vinse due campionati misti all'Open di Francia, nel 1906 e nel 1906.
Una volta è arrivata in finale all'Open di Francia singolare femminile nel 1905 perdendo contro Kate Gillou con il punteggio di 6-0, 11-9 per la Gillou.